# 莫克瓜區
17°11′38″S 70°56′05″W / 17.1938°S 70.9346°W
莫克瓜區（西班牙語：Distrito de Moquegua），是秘魯的一個區，位於該國南部莫克瓜大區的涅托元帥省，面積3,949平方公里，海拔高度1,410米，2005年人口50,075，人口密度每平方公里13人。